# Jacques Ducreux
Pour les articles homonymes, voir Ducreux.
Jacques Tacnet, dit Jacques Ducreux, est un homme politique français né le 20 septembre 1918 à Paris et mort le 1er février 1952 à Montagnat.
Tacnet, collaborateur de l'occupant allemand durant la Seconde Guerre mondiale, changea de nom après celle-ci pour prendre celui de Ducreux. Il est élu député durant la Quatrième République sous cette nouvelle identité. Sa mort lors d'un accident permet de révéler sa supercherie.

## Biographie

### Jeunesse
Selon les sources, Jacques Jean Edmond Tacnet est le fils d'un peintre en bâtiment ou celui d'un mandataire de fonds.
Selon Frédéric Fogacci, il fait ses débuts politiques dans les mouvements étudiants d’extrême droite à la fin des années 1930. Gilles Morin indique qu'il commence des études de droit en 1936 à Paris mais qu'il n'obtient aucun diplôme alors qu'il prétendra plus tard être licencié en droit. Tacnet a animé un journal estudiantin « sans nuance politique déterminée » et s'est surtout signalé pour son goût pour les farces et pour l'argent. Il annonce ainsi en 1937 la fondation d'un « parti néo-mérovingien », demandant le retour des rois fainéants,.

### Guerre et Occupation
Appelé en septembre 1938, il est affecté au 23e RIF et suit les cours d'élève-officier mais doit les interrompre après une appendicite. Simple soldat en 1939, il sert sur la ligne Maginot et il est fait prisonnier en juin 1940 en Haute-Saône. Il parvient néanmoins à s'évader de sa prison à Mulhouse et brûle ses papiers militaires.
Rentré à Paris en janvier 1941, il y rencontre Christiane Baston, épouse d'un prisonnier de guerre, et qui devient sa maitresse. Sous l'Occupation, il devient journaliste : il collabore (ou prétend collaborer) d'abord à des périodiques de province : Le Réveil de Bourgogne, Le Courrier de Saône-et-Loire (qui pourtant n'a pas paru entre juin 1940 et septembre 1944) et Mon pays, revue bordelaise. Il écrit alors des critiques sur le théâtre, le cinéma et la littérature. Au printemps 1941, il adhère au Rassemblement national populaire (RNP), un parti collaborationniste, en mentant sur son âge. Il collabore au quotidien La France socialiste, qui regroupe des collaborationnistes issus de la gauche. À une date inconnue, mais avant juin 1941, il devient aussi un agent des services de renseignements allemands. En août 1941, il gagne Vichy avec sa maitresse, Christiane Baston, où il devient le correspondant de médias : La France socialiste, l'agence de presse Inter-France, pôle du collaborationnisme, et La Dépêche du Centre, quotidien de Tours. Le quotidien parisien Aujourd'hui le présente aussi comme son correspondant. En mars 1942, il est nommé directeur du bureau de Vichy de l’Agence française d’informations de Presse (AFIP), agence de presse mi française, mi allemande, à 23 ans (mais il dit alors avoir 29 ans), avec un salaire confortable. Il est alors surveillé par les Renseignements généraux et souffre d'une mauvaise image auprès de ses confrères qui considèrent qu'il rend des services aux Allemands moyennant finances. Il doit démissionner de l’AFIP puis de La France socialiste à l'automne 1942.
Il regagne alors Paris dans le 16e arrondissement avant de faire un séjour en Côte d'Or, où il entre en contact avec des résistants, le groupe « Henri Bourgogne ». Il quitte la France en septembre 1943 avec sa compagne et sa fille et passe en Espagne puis rejoint le Maroc en janvier 1944 avec d'autres réfugiés politiques français. Il est alors mobilisé. Il change de nom, se fait appeler Tacnet-Baston, et continue à mentir sur son âge et sur son passé, se disant être originaire de Saint-Maixent et se prétend sous-lieutenant de réserve d’infanterie. Il se rend à Alger, où il est arrêté en uniforme d'officier, interné à Batna, libéré grâce à l'intervention de sa compagne, puis arrêté et interné à nouveau. Il réussit à s'enfuir, rejoint le Maroc espagnol puis l'Espagne où il complote, rencontrant peut être des vichystes et le comte de Paris, peut être aussi avec les services américains. Il cherche aussi à faire revenir Camille Chautemps en France. Il est alors recherché pour désertion. Il revient clandestinement en France en novembre 1945, est arrêté par la gendarmerie et condamné par un tribunal correctionnel à une peine de prison et à une amende. Il est libéré en décembre après que son père eut payé l'amende.

### Après-guerre
Il renoue avec un journaliste qu'il a connu sous l'Occupation, Jean Malgras, devenu propriétaire du journal de Reims Est-France, fondé par des résistants. Il devient directeur technique de ce quotidien, sous le nom de Ducreux. Ce journal soutient notamment Paul Anxionnaz, ancien résistant et secrétaire général du parti radical-socialiste, élu député en novembre 1946. Tacnet devient bientôt son secrétaire et va bénéficier de sa recommandation. Anxionnaz connait le passé de son secrétaire mais semble fermer les yeux ou alors il a été trompé par Jacques.
Il entre en contact avec les dirigeants vosgiens du parti radical en avril 1947, et grâce à la recommandation d'Anxionnaz, peut prétendre à des ambitions électorales. Il parcourt le département, s'affichant aux côtés des personnalités du parti, des industriels et du sous-préfet. Il devient tête de liste pour les élections du Conseil de la République de 1948 pour les Radicaux-socialistes des Vosges. Son nom « Ducreux » est légalisé par l'inscription sur la liste électorale de Saint-Dié par l'adjoint au maire. Il est alors positionné dans l'aile droite du parti radical et se retire au profit des candidats des Républicains Indépendants et du RPF.
En janvier 1949, Jacques Ducreux est élu conseiller municipal de Wisembach (Vosges), sous cette étiquette lors d'une élection complémentaire. Il n'est alors pas inscrit sur les listes électorales de la commune, étant inscrit à Saint-Dié. Cependant, il est déclaré comme habitant l'école communale puis dans un hôtel de la commune depuis 1948, il serait donc éligible. 
Il est élu conseiller général du canton de Fraize en 1949 - élu dans ce bastion communiste avec le soutien du parti gaulliste, le Rassemblement du peuple français (RPF). Il renforce alors sa position et gagne la confiance des milieux officiels et de la population. Les autorités civiles des Vosges ne vérifient pas son identité et en janvier 1950, le chef de la première division de la préfecture des Vosges établit au nom de Ducreux un passeport sans recevoir les pièces obligatoires. En août, le sous-préfet établit un passeport pour Christiane Baston en lui donnant le nom de Ducreux alors qu'ils ne sont pas mariés. 
Personnalité la plus active dans les Vosges pour le radicalisme, il supplante tous les autres membres du parti et est investi officiellement par Jean-Paul David pour le RGR en mai 1951 pour les élections législatives de juin. Il souhaite alors le rapprochement entre le centre et la droite. Il parvient à être élu député du département des Vosges le 17 juin 1951. Il s'est allié pour se faire élire à une personnalité de la droite catholique, André Barbier (il est élu sur la liste menée par ce dernier), et au gaulliste Maurice Lemaire (la liste de Barbier s'est apparentée à celle du RPF). Il promet alors s'engager en faveur de la loi favorable à l'enseignement libre. La liste est certifiée par le commissaire de police d’Épinal et sa déclaration personnelle est certifiée par le commissaire de police de Neuilly, lieu de son domicile. Le 21 décembre de la même année, il devient maire de la commune de Wissembach. Il continue de promouvoir son influence au niveau local.
Cependant, depuis 1944, des enquêtes par l'Armée sont en cours pour retrouver le « Tacnet-Baston » ayant pointé en Algérie en début 1944 comme officier de réserve, mais introuvable dans la liste des officiers, ce qui est logique puisque Jacques n'est pas officier. Il réussissent cependant à contacter son père, qui répond qu'il est en déplacement en Afrique-Occidentale française. Après la Libération et la possibilité de retrouver toutes les archives, l'enquête rapproche le cas « Tacnet », prisonnier de guerre à Mulhouse et collaborationniste, et « Tacnet-Baston », l'officier de réserve. L'enquête est approfondie en juillet 1951 mais le lien n'est établi concrètement avec Ducreux qu'en septembre 1951. Celui-ci propose de s'expliquer tandis qu'un gendarme de Saint-Dié lui remet le dossier d'enquête. Du côté de la Cour de Justice de la Seine chargée de l'épuration, elle ne dispose que de son bulletin d'adhésion au RNP et d'un rapport des renseignements. Ne parvenant pas à le retrouver et ne voyant aucune activité militante dans le RNP, le dossier est classé le 12 février 1946. 
Il se tue en voiture en février 1952 avec sa fille aînée, âgée de 9 ans, près de Bourg-en-Bresse ; sa femme et son autre fille sont blessées légèrement,. Au moment des constatations sur les circonstances de sa mort, les gendarmes découvrent deux jeux de papiers d'identité : des documents portant le nom de « Jacques Jean Edmond Ducreux » (nom sous lequel il a été élu député radical-socialiste), et une carte d'identité ancienne indiquant « Jacques Jean Edmond Tacnet ». On s'aperçoit alors qu'il a menti et sur son nom (mais d'autres parlementaires se sont présentés sous un pseudonyme), et sur son âge, qu'il avait été, durant la Seconde Guerre mondiale, un collaborateur, et qu'il avait refait sa vie sous une autre identité.
Lors de son éloge funèbre, Édouard Herriot ne parle ni de la jeunesse du défunt, ni de son rôle durant la guerre. Ce silence a suscité les premières suspicions avant que le scandale n'éclate.
Pour l'historien Gilles Morin, il reste la « seule imposture connue en soixante-dix-sept ans de vie parlementaire » française. Son cas révèle les failles institutionnelles des organismes publics, même s'il y a eu des enquêtes, notamment de la part de l'armée après son élection comme député en 1951, et de la Direction de la Surveillance du territoire (DST) à partir de 1946, donnant lieu à un interrogatoire en 1947, qui débouche sur des relations suivies avec des agents de la DST : il leur sert d'informateur politique jusqu'à sa mort. Un inspecteur de la DST est même son témoin de mariage en janvier 1951 lorsqu'il épouse Christiane Valleteau de Moulliac, qui a auparavant divorcé de Jean Baston,. On note aussi que le fonctionnement de l'administration est beaucoup fondé sur la réputation, la recommandation et l'interconnaissance, surtout en matière politique. À la suite de cette affaire, il a été décidé d’exiger des parlementaires un extrait d’acte de naissance.